# Вычислительная машина Штаффеля

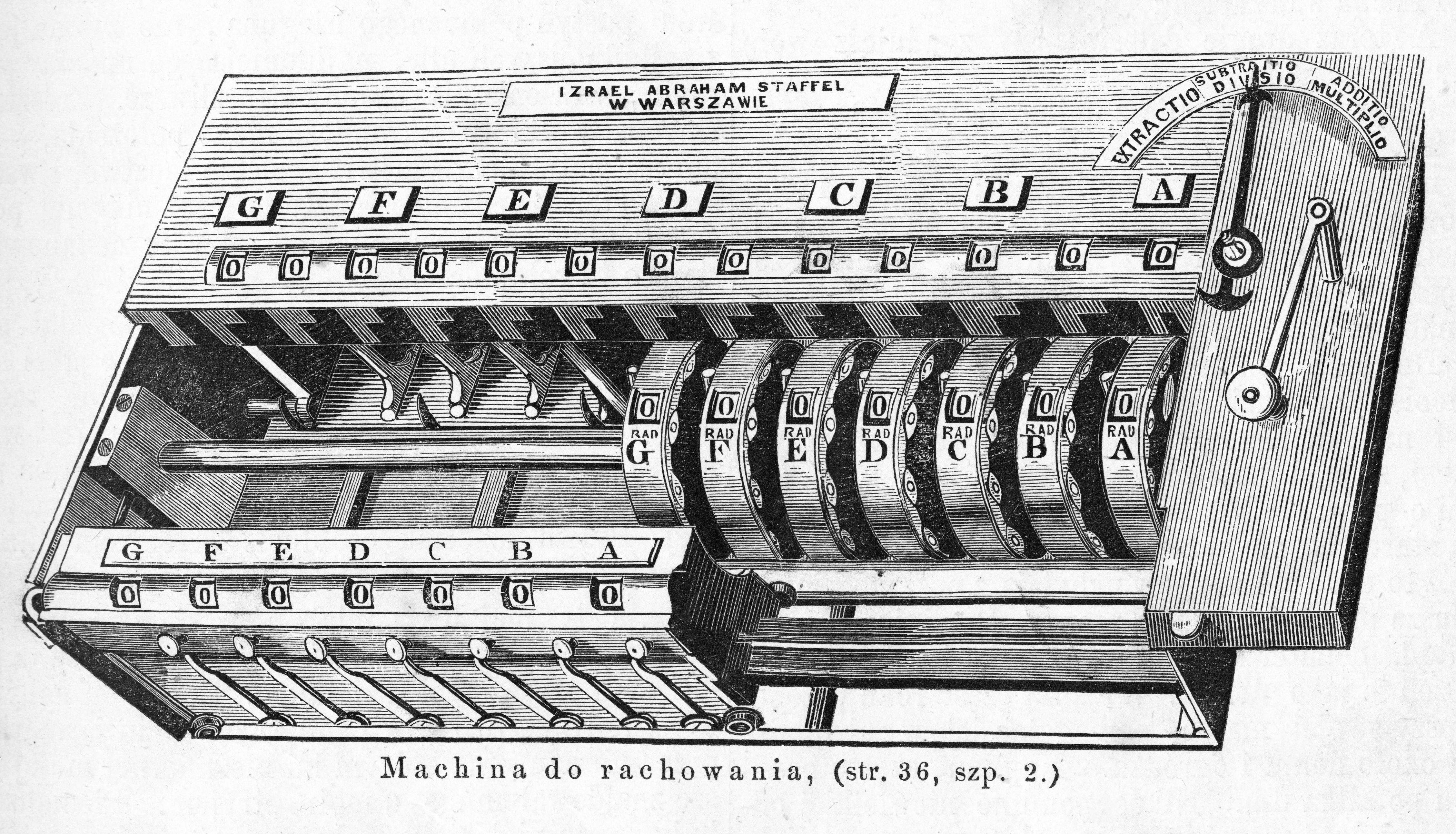
Вычислительная машина Штаффеля

Вычислительная машина Штаффеля — механическое устройство, позволяющее выполнять операции сложения,
вычитания, умножения, деления, возведения в степень
и приближенный расчёт квадратного корня. Сконструирована Израилем Авраамом Штаффелем и впервые представлена на промышленной выставке в Варшаве 1845 года. Является наиболее сложным устройством из разработанных Штаффелем.
Ни один экземпляр машины не сохранился до XXI века. Её конструкция известна только по историческим источникам, в основном, это статьи для прессы, отчёты и решения жюри c выставок, на которых демонстрировалась машина.

## История

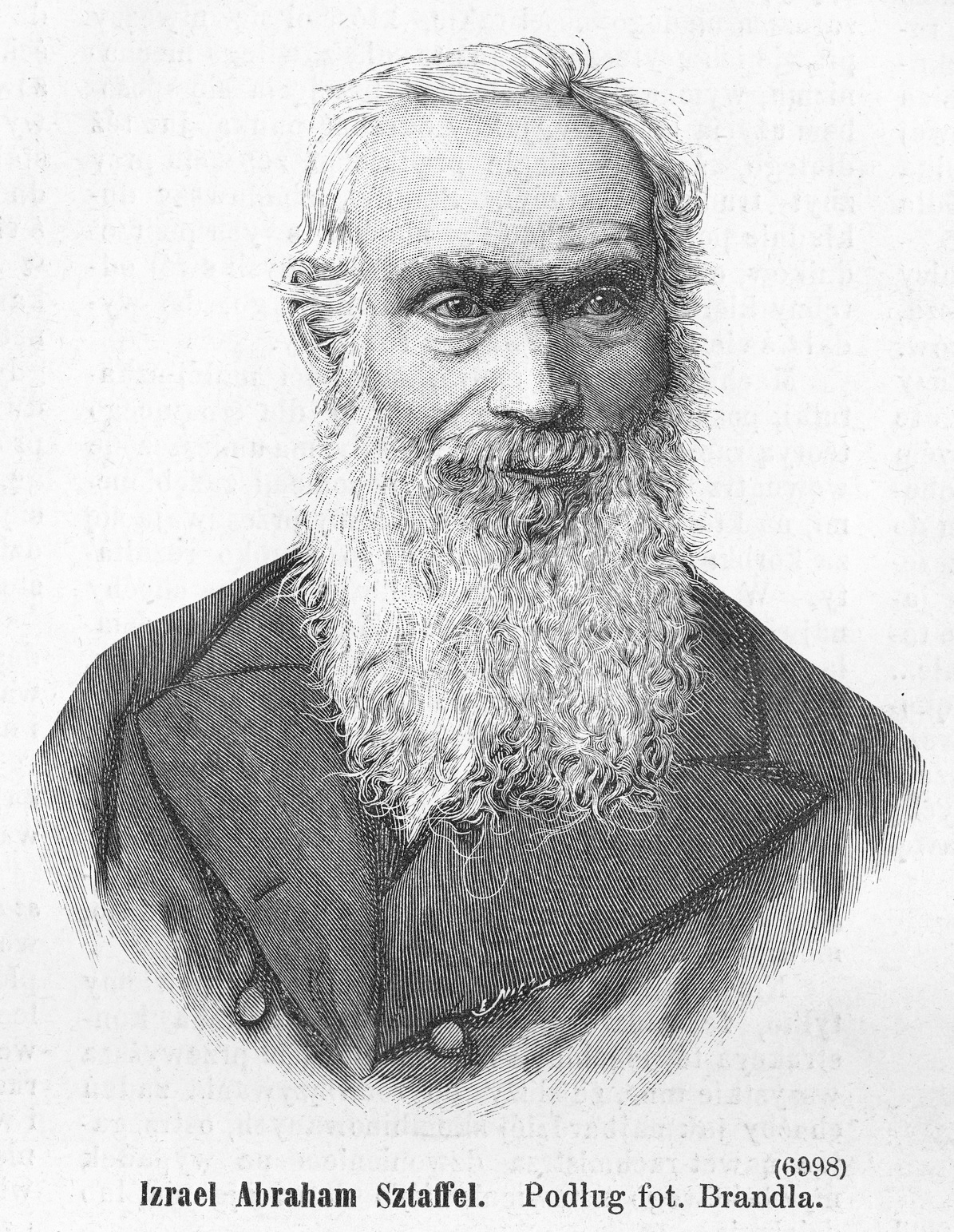
Израиль Авраам Штаффель — создатель машины

Создатель машины, Израиль Авраам Штаффель, был жителем Варшавы, по профессии — часовщик. Штаффель вырос в бедной еврейской семье и не имел доступа к научным публикациям, рассказывающим о последних изобретениях Западной Европы. Выучил польский язык, что позволило ему читать научно-технические публикации по механике, издаваемые в Царстве Польском.
Неизвестно, было ли ему известно о счётных машинах других варшавских изобретателей, Авраама Штерна или Хаима Слонимского, и поэтому невозможно достоверно утверждать, как те повлияли на сконструированное им устройство. Штаффель не был знаком с конструкцией арифмометра де Кольмара или других счётных машин, созданных в Западной Европе. В связи с этим следует предположить, что построенная им машина была его собственным изобретением, мало похожей на разработанные ранее вычислительные устройства.
Штаффель начал строить машину в 1835 году и закончил работы через 10 лет. Впервые он продемонстрировал машину публике в 1845 году. Она не была запатентована. Позже Штаффель представил ещё несколько моделей машины, содержащих различные усовершенствования.
В польских публикациях счётная машина называлась liczebnik, liczebnica, machina rachunkowa или mechaniczne szczoty. В настоящее время она также известна как arytmometr Staffela.
В 1845 году на промышленной выставке в Варшаве Израиль Авраам Штаффель был награждён серебряной медалью. В комитет, присуждающий медаль, входил Адриан Кржижановский. В описании машины отмечалось значительное снижение времени, необходимого на выполнение вычислений по сравнению с ручными расчётами на бумаге.

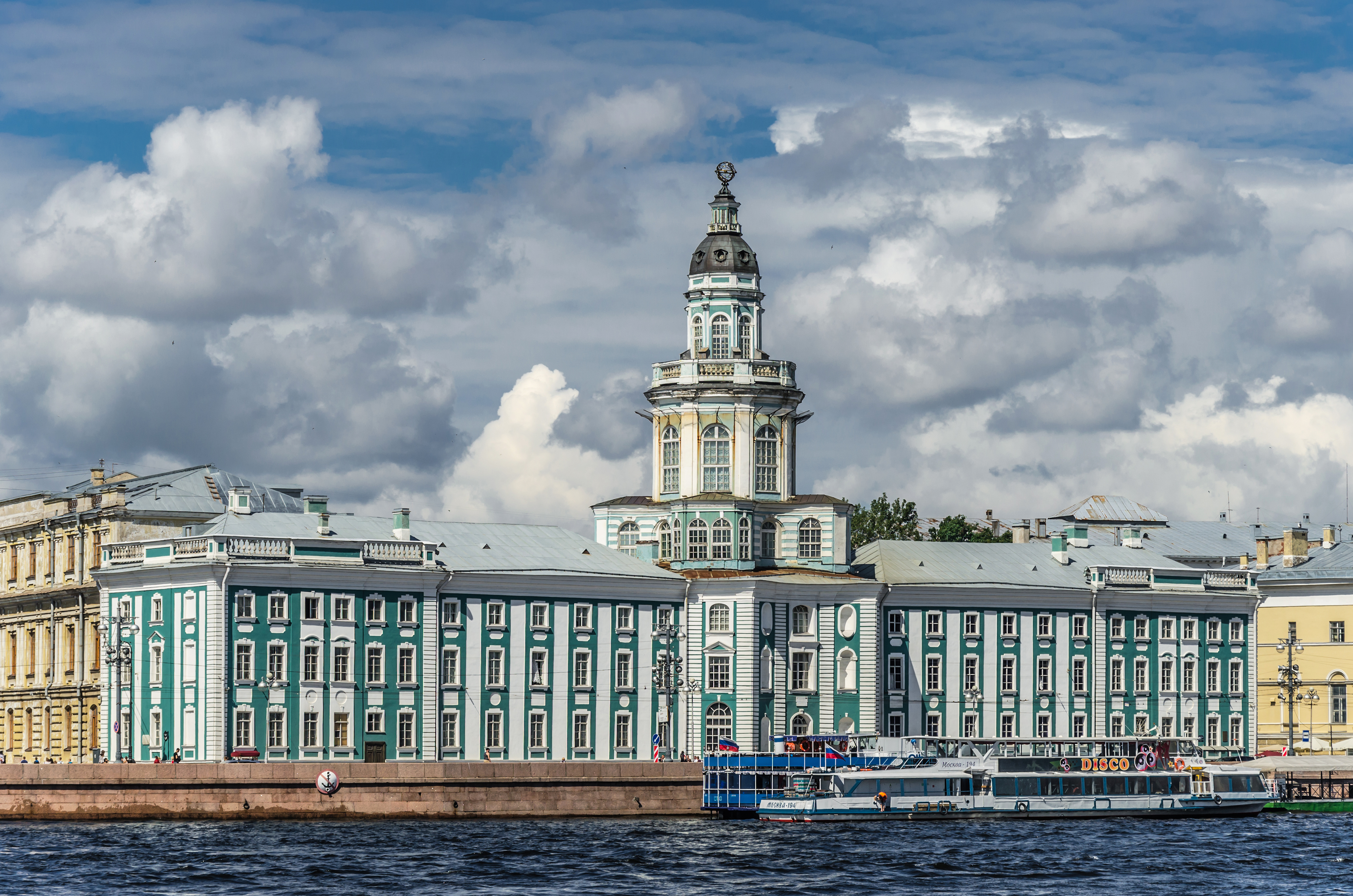
Здание Императорской Академии Наук в Санкт-Петербурге

В том же 1845 году Штаффель ознакомил с машиной министра народного просвещения, президента Петербургской академии наук Уварова, когда тот был в Варшаве, Уваров обещал ему содействие. После получения Штаффелем серебряной медали на выставке наместник Царства Польского Паскевич, князь Варшавский, выдал ему 150 рублей на поездку в Санкт-Петербург для представления машины в академии наук. В 1846 году Уваров поручил академии исследовать машину «по бывшему в прошлом году с евреем Слонимским примеру». По результатам исследования она получила широкое признание среди членов академии. Положительные отзывы ей выдали, в том числе известный математик Виктор Буняковский, сам позже сконструировавший вычислительное устройство «самосчёты Буняковского», и физик Борис Якоби. Было отмечено, что по сравнению с машиной Слонимского для умножения не требуется многократно выполнять сложение, и что машина основана лишь на механизмах, а не особых свойствах чисел. М. В. Остроградский предлагал выдвинуть Штаффеля на Демидовскую премию. Вместе с тем говорилось о высокой стоимости производства машины, которая делала невозможным массовую продажу устройства. В 1847 году по докладу Уварова Штаффелю была выделена награда в 1500 рублей из сумм, находящихся в распоряжении императора по Царству Польскому.
В 1851 году машина вместе с некоторыми другими устройствами Штаффеля была представлена на Всемирной выставке в Лондоне. Машина Штаффеля получила серебряную медаль и была признана лучшей из вычислительных машин, участвовавших в выставке:
The best machine of this kind exhibited is that of Staffel (Russia, 148), which, on examination, seems to combine accuracy with economy of time, and works easily and directly.
При этом второе место сенсационно присудили гораздо более известному в то время арифмометру де Кольмара. Посещавшие выставку Королева Виктория и Принц Альберт были в большой степени впечатлены машиной Штаффеля, Принц Альберт в знак высокой оценки изобретения выслал Штаффелю 20 британских фунтов, что было беспрецедентным шагом. Об успехе машины упоминал журнал Scientific American, который отмечал «удивительную скорость и точность вычислений».
Вероятнее всего, после выставки в Лондоне в 1851 году вычислительная машина Штаффеля была размещена в Российском суде.
В 1876 году Штаффель передал один экземпляр своей машины Императорской академии наук. Машина была выставлена в физическом кабинете Академии. Устройство было, вероятно, уничтожено или утеряно во время разграбления коллекции Академии во время октябрьской революции.
Счётное устройство Штаффеля, находящееся в Музее Техники в Варшаве, это более простое устройство, не связанное конструктивно с машиной, представленной в 1845 году.
Несмотря на признание на международной выставке, машина так и не поступила в массовое производство в отличие в арифмометра де Кольмара, который стал первым устройством, производящимся в массовом масштабе. Израиль Авраам Штаффель не имел финансовых средств, чтобы начать промышленное производство своих машин, себестоимость машины была слишком большой, а спрос на подобные устройства — невысок.
Изобретатель механических калькуляторов Франц Трикс из компании Brunsviga Maschinenwerke высказывал мнение, что конструкция машины Штаффеля могла повлиять на арифмометр Однера: «Die [Odhner] Maschine, von der nur ein Stück gebaut wurde, ist der obengenannten Universal-Rechenmaschine von Staffel in mancher Beziehung so ähnlich, dass die Annahme naheliegt, Odhner habe sie gekannt und sie beim Bau seiner Maschine zum Vorbild genommen».

## Конструкция машины

Схема работы колеса Лейбница

Машина имела форму прямоугольного параллелепипеда длиной 20 дюймов, шириной 10 дюймов и высотой 8 дюймов, по другим источникам — длиной 18 дюймов, шириной 9 дюймов и высотой 4 дюймов. Механизм машины был основан на колесе Лейбница, которое широко использовалось в счётных машинах с тех пор, как Готфрид Лейбниц построил в 1694 году свой арифмометр.
Интерфейс состоял из 13 окошек отображения результата, расположенного ниже вала с семью переключателями и 7 окошек отображения множителя, показывающих значение одного из множителей во время выполнения операции умножения или частного во время операции деления. Оператор мог устанавливать значения отдельных цифр на валу и в окошках отображения множителя. Вал мог перемещаться вправо или влево. Устройство работало в десятичной системе счисления, в каждом окошке могла быть показана любая из 10 цифр от 0 до 9.
Машина была оснащена рукояткой и переключателем, позволяющим переходить в режимы сложения/умножения, вычитания/деления и извлечения квадратного корня. Эти режимы были подписаны на корпусе устройства, соответственно, как additio/multiplio, substractio/divisio и extractio. В ходе выполнения операции вычитания рукоятку надлежало вращать в направлении противоположном, чем во время
выполнения операции сложения.

## Расчеты на машине
Работа машины основана на простых правилах:
- В режиме сложения/умножения поворот рукоятки приводил к увеличению значения в окошках результата на величину, заданную переключателями на валу, и к уменьшению значения в окошках множителя на 1;
- В режиме вычитания/деления поворот рукоятки приводил к уменьшение значения в окошках результата на величину, заданную переключателями на валу, и к увеличению значения в окошках множителя на 1.

На машине можно было выполнять цепочку операций без записывания промежуточных результатов.
Результат предыдущей операции запоминался в окошках результата и мог быть использован в качестве аргумента последующей операции.
Сложение
Для вычисления значения выражения {\displaystyle a+b} устанавливали режим сложения/умножения и обнуляли окошки результата. Затем с помощью переключателей на валу задавали значение числа {\displaystyle a} и выполняли один оборот рукоятки. После чего значение числа {\displaystyle a} отображалось в окошках результата. На следующем шаге на валу вводили значение числа {\displaystyle b} и выполняли один оборот рукоятки. После этого в окошках результата было представлено значение выражения {\displaystyle a+b}.
Вычитание
Для вычисления значения выражения {\displaystyle a-b} в окошки результата устанавливали значение числа {\displaystyle a} путем сложения числа {\displaystyle a} с ранее обнулёнными окошками результата. Затем машину переключали в режим вычитания/деления, устанавливали на валу значение числа {\displaystyle b} и выполняли один оборот рукоятки в противоположном направлении. После этого в окошках результата отображалось значение выражения {\displaystyle a-b}.
При попытке вычесть большее число от меньшего раздавался предупреждающий звонок. Это было особенно полезно при выполнении операции деления, заключающейся в многократном вычитании одного и того же числа.
Умножение
Умножение производили путём как многократного выполнения сложения. Для вычисления значения выражения {\displaystyle a\cdot b} устанавливали режим сложения/умножения и обнуляли окошки результата. После на валу задавали число, являющееся большим из сомножителей, а в окошках множителя устанавливали значение меньшего. Далее совершали несколько оборотов рукоятки в количестве, соответствующем меньшему множителю, пока значение в окошках множителя не уменьшалось до нуля. После этого в окошках результата появляется значение выражения {\displaystyle a\cdot b}.
Деление
Деление выполнялись как многократное вычитание. Для вычисления значения выражения {\displaystyle a\div b} в окошках результата устанавливали значение числа {\displaystyle a} путем добавления числа {\displaystyle a} к обнулённым ранее окошкам результата. Затем машину переключали в режим вычитания/деления, устанавливали на валу значение числа {\displaystyle b} и выполняли достаточное количество оборотов рукоятки, пока число в окошках результата не станет меньше {\displaystyle b}. При попытке выполнения излишнего поворота рукоятки срабатывал предупреждающий звонок. После выполнения операции деления в окошках множителя находилась целая часть частного, а в окошках результата отображался остаток от деления {\displaystyle a} на {\displaystyle b}.
Извлечение корня
Машина Штаффеля позволяла вычислять приближенное значение квадратного корня
числа. Для этого в окошках результата устанавливали значение числа, корень которого хотели рассчитать, с помощью переключателей обнуляли значение на валу, а в окошки множителя вводили единицу. Переключателем режимов переводили машину в режим извлечения квадратного корня. Более подробного описания действий, выполняемых в процессе извлечения квадратного корня, не сохранилось, однако общая схема, вероятна, была близка к аналогичной операции на счётной машине Штерна. Для расчета корня был применён дополнительный механизм. В докладе Всемирной выставки в Лондоне 1851 года отмечалось, что операция извлечения корня, хотя и не требовала угадывания цифр результата, занимала много времени.